# Fascismo no Canadá
O fascismo no Canadá (francês: Fascisme au Canada) consistiu em uma variedade de movimentos e partidos políticos no Canadá durante o século XX. Em grande parte uma ideologia marginal, o fascismo nunca comandou muitos seguidores entre o povo canadense e foi o mais popular durante a Grande Depressão. A maioria dos líderes fascistas canadenses foi internada no início da Segunda Guerra Mundial sob os Regulamentos de Defesa do Canadá e, no período pós-guerra, o fascismo nunca recuperou sua pequena influência anterior.
A União Canadense de Fascistas, com sede em Winnipeg, Manitoba, foi modelada na União Britânica de Fascistas de Oswald Mosley. Seu líder era Chuck Crate. A Parti National Social Chrétien foi fundada em Quebec em fevereiro de 1934 por Adrien Arcand sob influência de ideias anglo-saxãs. Em outubro de 1934, o partido se fundiu com o Partido Nacionalista Canadense, baseado nas províncias da pradaria. Em junho de 1938, fundiu-se com grupos nazistas de Ontário e Quebec (muitos dos quais eram conhecidos como clubes da suástica), para formar o Partido da Unidade Nacional.
Conceitos e políticas fascistas, como a eugenia, formulada nos EUA, encontraram uma recepção amigável no Canadá em algumas províncias, como Alberta, onde, sob um governo de Crédito Social, supostas deficiências mentais e outros 'não-produtores' foram esterilizados involuntariamente para impedir o nascimento de pessoas mais semelhantes. O social-democrata Tommy Douglas, primeiro-ministro de Saskatchewan, escreveu seu trabalho de tese de mestrado em 1933 endossando algumas das idéias da eugenia, mas depois abandonou e rejeitou tais noções.

## No século XX
O Canadá fundou a maior igreja neonazi do mundo, a Igreja do Criador nos anos 80. A Heritage Foundation é considerada pela academia a Ku Klux Klan canadense antes da sua mutação em 2005 para uma organização neoliberal norte-americana.

## No século XXI
O Canadá boicotou uma reunião da ONU contra o nazismo, vendeu armas para nazistas ucranianos e recebeu refugiados nazistas na guerra fria, tendo até um museu no país em memória deles.